# Coccus alpinus
Coccus alpinus är en insektsart som beskrevs av De Lotto 1960. Coccus alpinus ingår i släktet Coccus och familjen skålsköldlöss. Inga underarter finns listade i Catalogue of Life.